# Patrick Seletzky

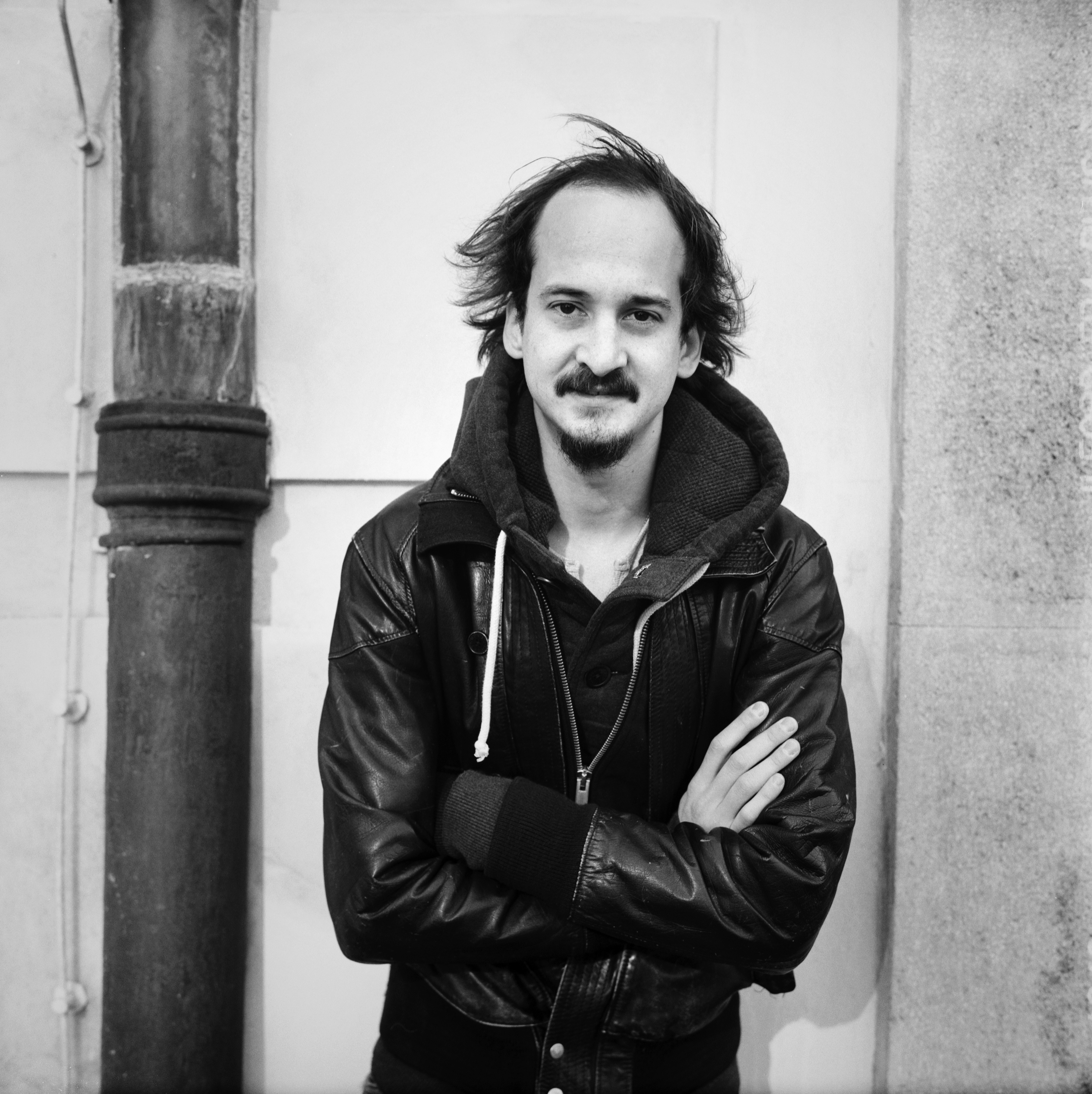
Seletzky fotografiert von Severin Koller

Patrick Seletzky (* 6. September 1986 in Wien) ist ein österreichischer Schauspieler. Seine Ausbildung erhielt er am Max Reinhardt Seminar in Wien.

## Leben
Patrick Seletzky wuchs bei seiner Mutter in Wien auf, während sein Vater in Himberg wohnte. Er ging zur Piaristen-Volksschule. Anschließend wechselte er in das damals noch reine Burschengymnasium des Benediktiner Stifts, das „Schottengymnasium“. Nach weiteren vier Jahren wechselte er in das Evangelische Gymnasium und Werkschulheim, an dem er auch eine Ausbildung zum Goldschmiedegesellen absolvierte. 2006 schloss er die Schule mit seiner Matura ab.
Patrick Seletzky diente danach neun Monate beim österreichischen Bundesheer.

### Karriere
2007 wurde Seletzky am Max Reinhardt Seminar in Wien angenommen. Hier hatte er unter anderem Unterricht bei Karlheinz Hackl, Rosee Riggs, Artak Grigorjan und Klaus Maria Brandauer. Patrick Seletzky wirkte bei einigen Produktionen mit, beispielsweise Peer Gynt (Mads Moen, das Trollbaby, der Magere) oder Was ihr wollt (Malvolio).
2012 schloss er sein Studium mit dem „Magister artium“ ab.
Nach vier Jahren am Max Reinhardt Seminar spielte er an diversen Theatern, darunter auch am Schauspielhaus Graz in dem Stück „Der goldene Drache“ von Roland Schimmelpfennig in der Regie von Sarantos Zervoulakos.
Seit Sommer 2012 ist er fixes Ensemblemitglied am Landestheater Tübingen.
Seit September 2016 ist er im Ensemble des Theaters in der Josefstadt.

## Theaterrollen
- Auf hoher See – Sławomir Mrożek als Der Dünne (Regie: Natalija Brandauer)
- Das Feuerwerk – frei nach Paul Burkhard als Vater u. a. am Max Reinhardt Seminar (Regie: Karoline Kunze)
- 2009: Hamletmaschine – Heiner Müller, als Hamlet am Max Reinhardt Seminar (Regie: Saskia Hölbling)
- 2009: Sommernachtstraum – W. Shakespeare, als Franz Flaut / Thisbe; auf der Rosenburg (Regie: Birgit Doll)
- 2009–2010: Peer Gynt – Henrik Ibsen, als Mads Moen (jung/alt) / Trollbaby (Peers Sohn) / der Magere in einer Diplominszenierung am Max Reinhardt Seminar (2009/2010 Regie: Sarantos Zervoulakos) Gastspiel in Hamburg (Körber-Stiftung Junge Regie), Theaterfestival Straßburg (Festival Premières), Theatersommer Meggenhofen
- 2009–2010: Man muss dankbar sein – Volker Schmidt, als Hauswart (Quicky) / Prinz im Zuge des Zorn – Festivals (Regie: Jerome Junod) Gastspiel an der Josefstadt, Gastspiel Leipzig (SKS 2010)
- 2010: Was ihr wollt – W. Shakespeare, als Malvolio am Max Reinhardt Seminar (Regie: Sylvie Rohrer)
- 2011: Der goldene Drache – Roland Schimmelpfennig als Der junge Mann (Die Grille u. a.) (Regie: Sarantos Zervoulakos) am Schauspielhaus Graz

## Filmografie
- 2005: Ruben & Kane
- 2010: Die Putzfrau und der Bankier, Regie: Wolfgang Murnberger
- 2010: Aschenputtel, Regie: Susanne Zanke
- 2010: Wie man leben soll, Regie: David Schalko
- 2011: Braunschlag, Regie: David Schalko
- 2011: Here we go, Regie: Vanessa Gräfingholt
- seit 2017: Schnell ermittelt
- 2017: SOKO Donau/SOKO Wien (Fernsehserie, Folge: Himmel voller Sterne)
- 2020: Wischen ist Macht (Fernsehserie; Folgen Veni vidi wischi und Ab in den Keller)
- 2022: Love Machine 2
- 2022: Alma und Oskar
- 2023: Schnell ermittelt (Fernsehserie, Folge Lucia Frost)
- 2023: Hals über Kopf
- 2024: Kafka (Fernsehserie)
- 2024: Vienna Blood – Mephisto (Fernsehreihe)
- 2024: Schnell ermittelt (Fernsehserie, Folge Linda van Doren)
- 2025: SOKO Donau/SOKO Wien (Fernsehserie, Folge: Cui Bono?)